# ألان بندي
ألان بندي (بالإنجليزية: Alan Bundy)‏ هو عالم حاسوب بريطاني، ولد في 18 مايو 1947 في ايزلورث في المملكة المتحدة.